# Филимон
Филимон (роки життя не відомі) — учень святого Павла, один з 70 апостолів, святий католицької та православної церкви.
В Україні існує чоловіче ім'я Филимон на його честь (розмовна народна форма — Халимон).

## Біографія
Ймовірно, Филимон жив у Колосах у Фригії. Володів рабом на ім'я Онисим, який втік і пізніше прийняв християнство. Пізніше святий Павло відсилає Онисима назад до свого господаря, написавши до Филимона в ім'я загальнохристиянської віри, щоб вітати його вже не як раба, а як брата. Ставлення Павла узгоджується з вченням Церкви про те, що християнином можна бути незалежно від свого особистого чи соціального стану.
Традиції вимагали, щоб він був другим єпископом Колосян. За свідченнями візантійських мартирологів, під час антихристиянських гонінь імператора Нерона зазнав мученицької смерті в Колосах разом зі своєю дружиною Аппією та колишнім рабом Онисимом.

## Вшанування
У Римському мартиролозі до дати 22 листопада відноситься запис:
Пам'ять святого Филимона Колоського, любов якого до Ісуса Христа тішила святого апостола Павла; вшановується разом зі своєю дружиною святою Аффією.— Римський мартиролог
Православна церква шанує його пам'ять 19 лютого за старим стилем, а також у числі 70 апостолів.